# Guerra d'indipendenza della Guinea-Bissau
La Guerra di indipendenza della Guinea-Bissau fu un conflitto armato e una lotta di liberazione nazionale avvenuta nella Guinea portoghese, oggi Guinea-Bissau, tra il 1963 e il 1974.

## Cause
I territori della Guinea-Bissau e di Capo Verde vennero conquistati dal Portogallo nel 1446 e da allora questi territori diventarono un importante posto di scambio per gli schiavi nel corso del XVIII secolo. La zona dell'entroterra non venne tuttavia conquistata fino alla seconda metà del XIX secolo. In questo periodo continuavano sporadici combattimenti per la conquista del territorio, tanto che le Isole Bijagos non vennero catturate fino al 1936. Nel 1952 da un emendamento costituzionale la Guinea-Bissau divenne una provincia d'oltremare.
Sebbene vi fosse sempre stata una sorta di resistenza locale, bisogna aspettare fino al 1956, per assistere alla nascita del primo movimento di liberazione, il Partito Africano per l'Indipendenza della Guinea e di Capo Verde (PAIGC), fondato da Amílcar Cabral e Rafael Barbosa.
La prima grande azione del PAIGC fu uno sciopero dei lavoratori portuali di Bissau, il 3 agosto 1959. La polizia coloniale represse però violentemente lo sciopero e causò più di 50 morti, l'incidente divenne noto come il Massacro di Pidjiguiti. Il massacro però, fece crescere il desiderio d'indipendenza del popolo, e di conseguenza aumentò il sostegno popolare per il PAIGC.
Dal 1960, è stato deciso di spostare la sede a Conakry nella vicina Guinea, al fine di preparare una lotta armata. Il 18 aprile 1961, il PAIGC insieme al FRELIMO di Mozambico, al MPLA dell'Angola e al MLSTP di São Tomé e Príncipe formato il CONCP (Conferenza delle organizzazioni nazionaliste delle colonie portoghesi) nel corso di una conferenza in Marocco. L'obiettivo principale dell'organizzazione era la cooperazione del movimento di liberazione nazionale nelle diverse colonie portoghesi.

## Conflitto

### L'assassinio di Amílcar Cabral
In quanto vertice e capo indiscusso del PAIGC, Amílcar Cabral fu un obiettivo primario per i portoghesi. Il 20 gennaio 1973 Cabral venne ucciso da alcuni sicari davanti alla sua casa a Conakry, in Guinea.

## Fine delle ostilità
Il 25 aprile 1974 scoppiò in Portogallo la Rivoluzione dei garofani, rivoluzione guidata da militanti di sinistra, la quale pose fine alla dittatura autoritaria dell'Estado Novo. Il nuovo regime ordinò subito il cessate il fuoco e avviò i negoziati di pace con il PAIGC.

## L'indipendenza della Guinea-Bissau
Il Portogallo concesse la piena indipendenza alla Guinea-Bissau il 10 settembre 1974, dopo 11 anni e mezzo di conflitto armato. Luís Cabral, fratellastro di Amílcar Cabral divenne presidente. Dopo l'indipendenza dal Portogallo, i soldati locali che avevano combattuto insieme all'esercito portoghese contro i guerriglieri del PAIGC vennero abbattuti a migliaia. Un piccolo numero scappò in Portogallo o in altre nazioni africane. Il massacro più famoso si è verificato a Bissorã. Nel 1980 il PAIGC ammise, nel suo quotidiano "No Pintcha" (del 29/11/1980) che molti civili vennero giustiziati e sepolti in tombe comuni senza nome nei boschi di Cumerá, Portogole e Mansabá.